# Santa Maria (California)
Santa Maria è un centro abitato (City) degli Stati Uniti d'America, situato nella contea di Santa Barbara dello Stato della California. Nel censimento del 2000 la popolazione era di 77.423 abitanti.

## Geografia fisica
Secondo i rilevamenti dell'United States Census Bureau, Santa Maria si estende su una superficie di 51,2 km².